# Thecla wickhami
Thecla wickhami är en fjärilsart som beskrevs av Riley 1919. Thecla wickhami ingår i släktet Thecla och familjen juvelvingar. Inga underarter finns listade i Catalogue of Life.